# ثور (شهر)
ثور هو الشهر الثاني في التقويم الهجري الشمسي ويتكوّن من 31 يوما. يسمى أرديبهشت في تقويم إيران الحالي. يبدأ ثور (في علم التنجيم) عندما تكون الشمس في برج الثور فلكيا.
شهر الثور يوافق: من 21 أبريل إلى 21 مايو الميلادي غالبا.